# باقر أباد (بربرود الشرقي)
باقر أباد (بالفارسية: باقرآباد) هي قرية تقع في إيران في قسم بربرود الشرقي الریفي. يقدر عدد سكانها بـ 88 نسمة بحسب إحصاء 2016.